# Foix-ház
A Foix-ház francia eredetű európai uralkodódinasztia, 1479-től királyi ház. Franciául: la Maison de Foix, occitánul: Ostal de Fois, katalánul: el Casal de Foix, spanyoul: Casa de Foix, baszkul: Foix leinua, latinul: Stirps Fuxiorum, 1412-től Foix-Grailly. Fő- és mellékágainak tagjai Navarra és Andorra uralkodói voltak, ezenkívül a névadó Foix grófjai.

## Története
A Foix-házra mint királyi dinasztiára való utalás megjelenik II. Ulászló magyar király egyik oklevelében is Candale-i Annával való házasságkötése alkalmából 1502-ben. (a következő szöveg korabeli helyesírással íródott, így némileg eltér a mai változattól):
|  | „Ulászló, Isten kegyelméből Magyarország stb. királya ezennel adjuk tudtára mindenkinek, hogy midőn az isteni Gondviselés intézkedése folytán ő felségét, a Foixi királyi családból származó Candalle Annát a római anyaszentegyház szertartásai szerint feleségül vettük és városunkban, Székesfehérvárott, ahol meghívásunkra számos fejedelmi követ, az összes főpapok, bárók, nemesek és főurak, nemkülönben a vármegyék kiküldöttei megjelentek, az ország régi szokása szerint megkoronáztattuk, [...].” |
|  | |

### Első Foix-ház

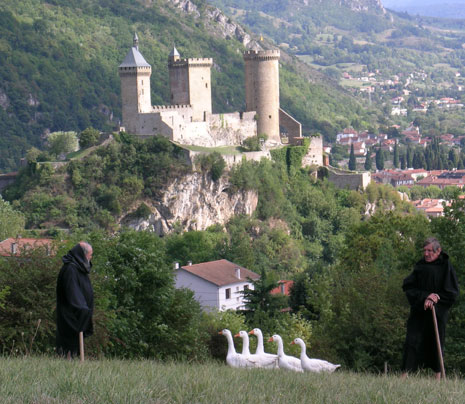
Foix vára

Az első Foix grófi ház I. Mátyás (1363–1398) grófnak – és felesége, Johanna aragón infánsnő, I. János aragóniai király idősebb lánya jogán  aragón trónkövetelőnek – a gyermektelen halála után 1398-ban a nővérének, Foix Izabellának (Erzsébet; 1361–1428) Archambaud de Graillyvel, Benauges algrófjával (1330/45–1413) történt házassága révén 1412-től a fiuknak, Grailly Jánosnak Foix grófjává történt beiktatásával átadta helyét a Grailly-háznak, azaz a második Foix grófi háznak, ezért használják mindkét megjelölést külön-külön: egyszerűen Foix-házként, illetve csak Grailly-házként, vagy éppen a kettőt kombinálva: Foix-Grailly-házként az új uralkodóház megjelölésére. Az uralkodócsalád már a királyi cím megszerzése előtt is a francia főnemesség tagja volt, viszont birtokaiknak dél-franciaországi, gascogne-i elhelyezkedése miatt az occitán nyelvterülethez is erősen kötődtek, így a családtagok mindenképpen kétnyelvűek lehettek.

### Második Foix-ház avagy Foix-Grailly-ház
A Foix grófságot birtokló Grailly-családból származó I. János, immár Benauges grófja, valamint Castillon algrófja, Buch kapitánya (captal) VI. Henrik angol királynak mint francia királynak a szolgálatába szegődik, és lesz angol alattvalóvá, kap angol feleséget és angol nemességet, és az angol főnemesség tagjai sorába emelkedik. De la Pole Margit kezével, akivel 1440 körül kötöttek házasságot, a Kendal grófi címet nyeri el 1446-ban. A Kendal grófság sohasem létezett, úgy ahogy például a Foix grófság. A Kendal grófja cím földbirtok nélküli üres titulus volt, melyet több alkalommal is felélesztettek, többnyire a királyi családdal kapcsolatban levő vagy azzal kapcsolatba kerülő egyének számára. Margit férjéé volt a harmadik ilyen létrehozása.  Közben pártfogója, a de la Pole család feje, Margit nagybátyja, de la Pole Vilmos a királyi családnak tett szolgálataiért a Suffolk hercege címet kapja 1448-ban, de ellenfelei elérik, hogy államellenes összeesküvés vádjával letartóztassák, és kivégezzék 1450-ben. Sorsa unokahúga családjára is kihat, hiszen sohasem kerül parlamenti megerősítésre az ő grófi címük, és hivatalosan nem foglalhatta el helyét Foix János mint Kendali János az angol parlament felsőházában sem.

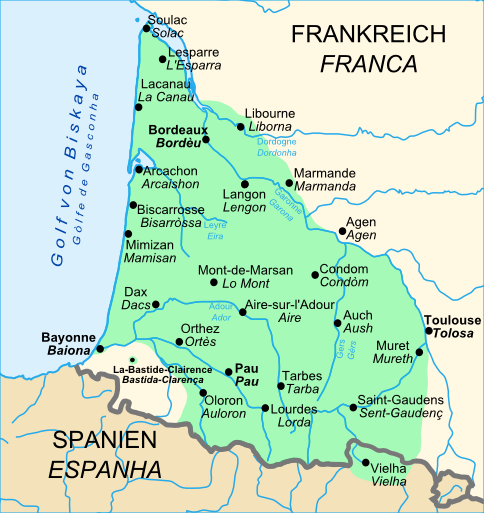
Gascogne: a Foix-Grailly-ház törzsterülete a Francia Királyságban. A városok neve franciául és occitánul is meg van adva.

1453. július 17-én a Castillon melletti csatában francia fogságba esett. Hét évig Taillebourg várában raboskodott. 1460-ban újra Angliában volt, ahonnan a következő évben a Lancaster-ház trónfosztása után visszatért Franciaországba. VI. Henrik 1461-es angliai trónfosztása után ugyanis IV. Edwárd személyében a York-ház került hatalomra, így Kendali János a „másik” francia király, XI. Lajos (1423–1483) szolgálatába állt, és neki tett hűbéresküt 1462-ben. Ennek következtében végleg elveszti angol alattvalói státuszát és címeit, de ő továbbra is használta a Kendal grófja címet, most már francia helyesírással Candale formában, és továbbörökítette azt utódaira, így fiára, II. Gaston Jánosra, Candale-i Anna apjára, akik a Candale-i ágat képviselték a Foix-Grailly-házon belül. XI. Lajos francia király 1462. május 17-én visszahelyezte azokba a franciaországi birtokokba, melyek apja birtokában is voltak Guyenne-ben és Gascogne-ban, így Benauges grófja, Castillon algrófja, Buch örökös kapitánya (captal) címek mellé megkapta a Doazit bárója címet is. 1477. március 18-án a Bordeaux-i Parlament jegyzékbe vette, és a párizsi számvevőszék (la chambre des comptes à Paris) 1478. május 4-én megerősítette.

## Birtokai
A Foix-Grailly-ház a következő címeket birtokolta, a Foix-ház részéről: Foix grófja, Bigorre grófja, Béarn algrófja, Castelbón algrófja, Marsan algrófja, Gavardan algrófja, Lautrec algrófja, Navailles ura, Sault ura, Andorra társura, a Grailly-ház részéről: Benauges grófja, Lavaux grófja, Longueville grófja, Buch „grófja” (captal), Meille algrófja, Grailly ura, Gurson ura. Ehhez jött 1446-tól a család egy oldalágának, Anna felmenőinek a Kendal grófja címe, amely franciásan Candale lett, és névadója ennek az ágnak, 1447-től a Narbonne algrófja titulust vásárolták meg az örökösöktől. A XV. században a francia király mindig a család fejét nevezte ki Languedoc tartomány főkapitányának. A család számára a legnagyobb elismerést a királyi cím elnyerése jelentette: 1479-től a főág házasság révén a Navarra királya címet is megszerezte.

## Tagjai

### Uralkodók
Ez a táblázat a Foix-ház uralkodóinak a listáját tartalmazza.
| Foix grófjai |           |
| (Első) Foix-ház |           |
| Foix-Béarn-ház |           |
| I. Gaston | 1302–1315 |
| II. Gaston | 1315–1343 |
| III. Gaston | 1343–1391 |
| I. Mátyás | 1391–1396 |
| Első aragóniai annexió Aragónia annektálta Andorrát 1396-ban. |           |
| Foix grófjai (visszaállítva) |           |
| Foix-Béarn-ház (visszaállítva) |           |
| I. Mátyás (visszaállítva) | 1396–1398 |
| I. Izabella | 1398–1412 |
| Foix-Grailly-ház (Második Foix-ház) |           |
| I. János | 1412–1436 |
| IV. Gaston | 1436–1472 |
| Navarra királyai (1479-től) |           |
| I. Ferenc Phoebus | 1472-1483 |
| I. Katalin | 1483–1512 |
| Második aragóniai annexió Andorrát másodszor is annektálja Aragónia, Navarrát megszállja Kasztília 1512–1513.                                                                                          |           |
| Navarrát 1515-ben a Navarrai Gyűlés hozzájárulásával bekebelezi (inkorporáció) Kasztília, Navarra kisebb északi része azonban elszakad a nagyobb déli résztől: (Alsó-)Navarra királyai (visszaállítva) |           |
| Foix-Grailly-ház (visszaállítva) |           |
| I. Katalin (visszaállítva) | 1513–1517 |

### Uralkodók feleségei
- Foix Esclarmunda mallorcai királyné (1250 körül–1299)
- Foix Johanna armagnaci grófné (1454 után–1476)
- Foix Margit breton hercegné (1458 után–1486)
- Foix-Candale-i Margit saluzzói őrgrófné (1473–1536)
- Candale-i Anna magyar királyné (1484–1506)
- Foix Germána aragóniai királyné (1488/90–1538)

### Egyéb nevezetes személyek
- Foix Péter navarrai régens (1449–1490) bíboros, Vannes püspöke
- Gaston vianai herceg (1444–1470), Navarra kormányzója és trónörököse
- Gaston, Nemours hercege (1489–1512), XII. Lajos francia király hadvezére